# Женщина с цветком (картина Гранта Вуда)
Женщина с цветком (англ. Woman with Plants) — картина американского художника Гранта Вуда, написанная в 1929 году, представляющая собой портрет пожилой женщины, держащей в руках горшок с растением. Картина является ярким примером риджионализма. В настоящее время находится в музее искусств города Сидар-Рапидс.

## Сюжет
На картине Вуд изобразил свою родную мать — Хэтти Вуд, держащую трехполосную сансевиерию. Образ старой женщины в исполнении Вуда критики неоднократно сравнивали с Моной Лизой. Само растение было выбрано не случайно, сам Вуд впоследствии обосновал данный выбор тем, что его острые листья ассоциируются с прямолинейным характером матери художника. Картине свойственен авторский стиль Вуда — портрет крупным планом, прорисовка деталей. Задний план, в свою очередь, представляет собой ещё одну любимую тему художника — деревенский пейзаж.